# Михаил Цондос
Михаил Цондос (на гръцки: Μιχαήλ Τσόντος) е гръцки революционер, деец на гръцката въоръжена пропаганда в Македония.

## Биография
Михаил Цондос е роден в Амудари, в областта Сфакия, остров Крит, тогава в Османската империя. Баща му е критският революционер и участник в Гръцката война за независимост Хараламбос Цондос (1796-1833), обесен по заповед на генерал-губернатора на Крит Мустафа паша. Михаил има брат Георгиос Цондос, офицер и главен организатор на гръцката въоръжена пропаганда в Македония. Михаил действа първоначално с брат си в Македония, а след това участва в Балканската война и в борбата за автономна република в Северен Епир.